# Nicolas Tournadre
Pour les articles homonymes, voir Tournadre.
Nicolas Tournadre (né en 1959) est un linguiste français, professeur de linguistique à l'université d'Aix-Marseille, spécialiste de morphosyntaxe, de typologie et tibétologue.
Il est membre du laboratoire « Langues et civilisations à tradition orale » (LACITO) du CNRS.

## Biographie
Nicolas Tournadre est spécialiste des langues tibétiques. Depuis 1985, il a effectué des recherches consacrées à ces langues sur le haut plateau tibétain, dans l’Himalaya et le Karakoram, en République populaire de Chine, en Inde, au Bhoutan, au Népal et au Pakistan.
Ses recherches portent principalement sur la syntaxe ergative et sur la sémantique grammaticale des temps, des aspects, des modes et de l’évidentialité.
Nicolas Tournadre a enseigné à l'Inalco, à l'université Paris-VIII, à l'université de Virginie (États-Unis) et a mené, de juillet 1988 à janvier 1989, des recherches à l’Académie des sciences sociales du Tibet.
Il a préparé sa thèse consacrée à l’ergativité en tibétain sous la direction de Claude Hagège et l’a soutenue en 1992 à l'Université Sorbonne-Nouvelle.
En 2000, il a obtenu la médaille de bronze du CNRS.
Il est polyglotte et a des connaissances dans des langues appartenant à sept familles (romane, slave, germanique, tibétique, sinitique, indo-iranienne, langue des signes) : russe, polonais, ukrainien, slovaque, anglais, allemand, suédois, français, espagnol, portugais, italien, catalan, hébreu, mandarin, tibétain standard, tibétain classique, kham, amdo, ladakhi, balti, dzongkha, sherpa, sikkimais, hindi-ourdou, persan et langue des signes française.
En 2012, il fait partie des « plus grands spécialistes du Tibet » qui demandent à Xi Jinping d'intervenir pour sauver la langue tibétaine.

## Publications
- (en) « The rhetorical use of the Tibetan ergative », in Linguistics of the Tibeo-Burman Area, 14 (1), 1991, p. 93-107
- Le système ergatif en tibétain moderne, L'auteur, 1992, 1028 p.
- Bodkyi brdasprod rigpahi khridrgyun rabgsal melong : le clair miroir : enseignement de la grammaire tibétaine, traduit, adapté et commenté par Heather Stoddard et Nicolas Tournadre, Arvillard, Éditions Prajñā, coll. « Tibétaine », 1992, 271 p.
- « La langue tibétaine : un assassinat larvé », in Tibet, l'envers du décor, O. Moulin dir., Paris, Olizane, 1993, p. 167-175
- (en) « Tibetan ergativity and the trajectory model », in Current Issues in Sino-Tibetan Linguistics, Hajime Kitamura, Tatsuo Nishida, and Yasuhiko Nagano (ed.), p. 637-648, Osaka, The Organizing Committee
- L'ergativité en tibétain moderne : approche morphosyntaxique de la langue parlée, Peeters Publishers, Bibliothèque de l'Information grammaticale, 1996, 33, 393 p.
- « Comparaison des systèmes médiatifs de quatre dialectes tibétains (tibétain central, ladakhi, dzongkha et amdo) », in L'énonciation médiatisée, Z. Guentchéva dir., Louvain, Peeters, 1996, p. 195-213
- Avec Sangda Dorjé, Manuel de tibétain standard : langue et civilisation (préface de Claude Hagège), Paris, L’Asiathèque « Langues et mondes », 2003, 544 p., accompagné de 2 CD ; 2e édition révisée (édition en anglais : (en) with Sangda Dorje, Manual of Standard Tibetan: Language and Civilization, 2 CD, preface : Matthew Kapstein, Snow Lion Publications, Ithaca, New York, 2003, 563 p.)
- (en) « The Dynamics of Tibetan-Chinese Bilingualism. The Current Situation and Future Prospects », in China perspectives, no 45, 2003
- avec Françoise Robin et Lungtok Choktsang (ill.), Le grand livre des proverbes tibétains, Paris, Presses du Châtelet, 2006, 235 p.  (ISBN 2845922027)
- (en) avec Lhakpa Norbu Sherpa, Gyurme Chodrak and Guillaume Oisel, Sherpa-English and English-Sherpa Dictionary, with Literary Tibetan and Nepali equivalents, Vajra Bookstore, Kathmandu, 2009, 295 p.
- Le prisme des langues : essai sur la diversité linguistique et les difficultés des langues, préface Claude Hagège, Paris, L’Asiathèque, 2014, 352 p.  (ISBN 978-2-36057-047-8) 2e édition, 2016.